# Leonardo da Vincis uppfinningar
Leonardo da Vinci (1452–1519) var ett italienskt mångsidigt geni som anses som den sanna formen av en "renässansman" och han uppvisade stor kunskap inom ett stort antal studieområden, både inom bl.a. konst, arkitektur och anatomi. Han är mest känd för sina målningar, som till exempel Mona Lisa och Nattvarden, men han är också en erkänd vetenskapsman, ingenjör och uppfinnare. Områdena för hans vetenskapliga studier inkluderade flygteknik, anatomi, astronomi, botanik, kartografi, anläggningsverksamhet, kemi, geologi, geometri, hydrodynamik, matematik, maskinteknik, optik, fysik, pyroteknik och zoologi.
Medan den fulla omfattningen av hans vetenskapliga studier bara har blivit erkända under de senaste 150 åren, var han, under sin livstid, anställd för sin ingenjörskunnighet och skicklighet inom uppfinnande. Många av hans ritningar, däribland de flyttbara vallarna för att skydda Venedig från en invasion, visade sig vara alldeles för kostsamma eller opraktiska. Några av hans mindre uppfinningar sattes i produktion utan att uppmärksammas. Leonardos idéer var väldigt långt före hans tid, med tanke på att han hade ritningar till en helikopter, en stridsvagn, användande av solenergi, en miniräknare, en outvecklad teori om plattektonik och dubbla skrov. Kunskapen om anatomi, astronomi, anläggningsarbeten, optik och hydrodynamik avancerades stort tack vare Leonardos studier. Tavlan, den Vitruvianske mannen, är en studie av människans proportioner och den binder samman konst och vetenskap i ett enda arbete som blivit symbol för Renässansens humanism.

## Biografi
Det här är en kortfattad sammanfattning av Leonardos tidiga liv och journaler med en speciell betoning på hans introduktion till vetenskap.
Leonardo di ser Piero da Vinci (15 april 1452 – 2 maj 1519) föddes som en utomäktenskaplig son till Ser Piero, en notaire, och Caterina, en bondfru. Hans tidiga liv tillbringades i regionen Vinci, i dalen vid floden Arno nära Florens, först med sin mor och senare i sin barndom bodde han i sin faders hushåll, tillsammans med sin farfar och farbror Francesco.
Leonardos nyfikenhet och intresse för det vetenskapliga stimulerade av hans farbror Fransesco, medan hans farfar skrev journaler som satte ett exempel som Leonardo skulle följa för resten av sitt liv. Han skrev flitigt ner händelserna under dagen, hans observationer och hans planer och projekt. Leonardos journaler innehåller såna världsliga saker som inköpslistor, till anmärkningsvärda diagram för konstruktionen av en flygmaskin. Hans intresse och viljan att lära sig uppmuntrades av hans farbror Francesco, under tiden som hans farfar förespråkade att allt skulle bokföras i journaler. Leonardo följde hans farfars exempel noggrant mestadels av sitt liv. 
Leonardos journaler kunde innehålla sådana vardagliga saker som inköpslistor till otroliga ritningar över bland annat konstruktionen av en flygmaskin. Leonardo skickades till Florens år 1466, vid 14 års ålder, till konstnären Andrea del Verrocchios ateljé för att fördjupa sina kunskaper inom konstens värld. Under sin tid i ateljén lärde han sig att rita och måla, samt kunskapen om topografisk anatomi. Han fick även insyn inom ett stort urval av tekniska färdigheter såsom konstruktion, metallurgi och konst.

## Tillvägagångssätt inom vetenskapliga undersökningar

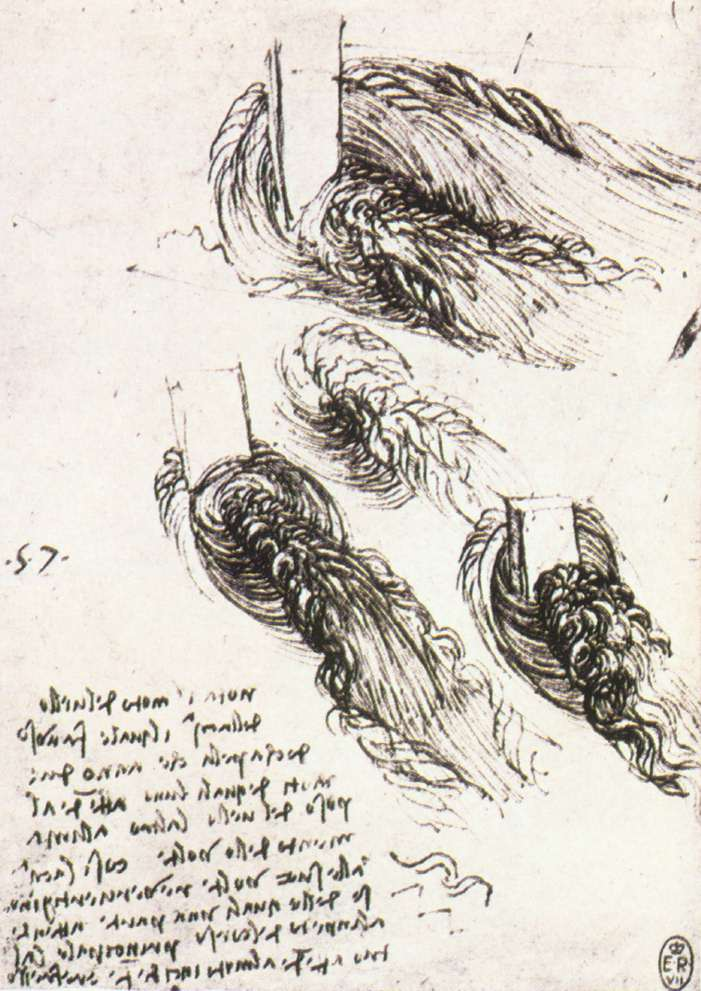
Leonardos studier om vatten

Under renässansen fanns det ingen gemensam uppfattning inom konst och vetenskap, det var raka motsatsen. Det var den ene som informerade den andre, och han i sin tur delade med sig av den nyfunna kunskapen. Större delen av Leonardos utbildning fokuserades på konstnärskap, men det var hans unika förmåga att para ihop sina vetenskapliga kunskaper och konst som skapade de otroliga mästerverken som han är känd för än idag.
Som forskare hade Leonardo ingen formell utbildning i vare sig Latin eller matematik. Han gick heller inte på något universitet. På grund av detta blev majoriteten av hans observationer ignorerade av andra lärda män. Leonardos sätt att forska bestod av intensivt observerande och detaljerad bokföring och han använde sig nästan bara av sina ögon. Hans journaler ger en insyn till hans forskningsprocesser.
2007 gjordes en genomgående analys av Leonardo som forskare och den genomfördes av Fritjof Capra som påstår att Leonardo var en väsentligt annorlunda vetenskapsman jämfört med Galileo Galilei, Isaac Newton och andra forskare som följde i hans fotspår. Leonardo följde klara vetenskapliga metoder inom sitt experimenterande, och hans teorier och hypoteser sammanflöt med konsten, i synnerhet målningar. Leonardos unika metoder och synvinklar gjorde honom till modern teoriserings föregångare.

### Leonardos journaler

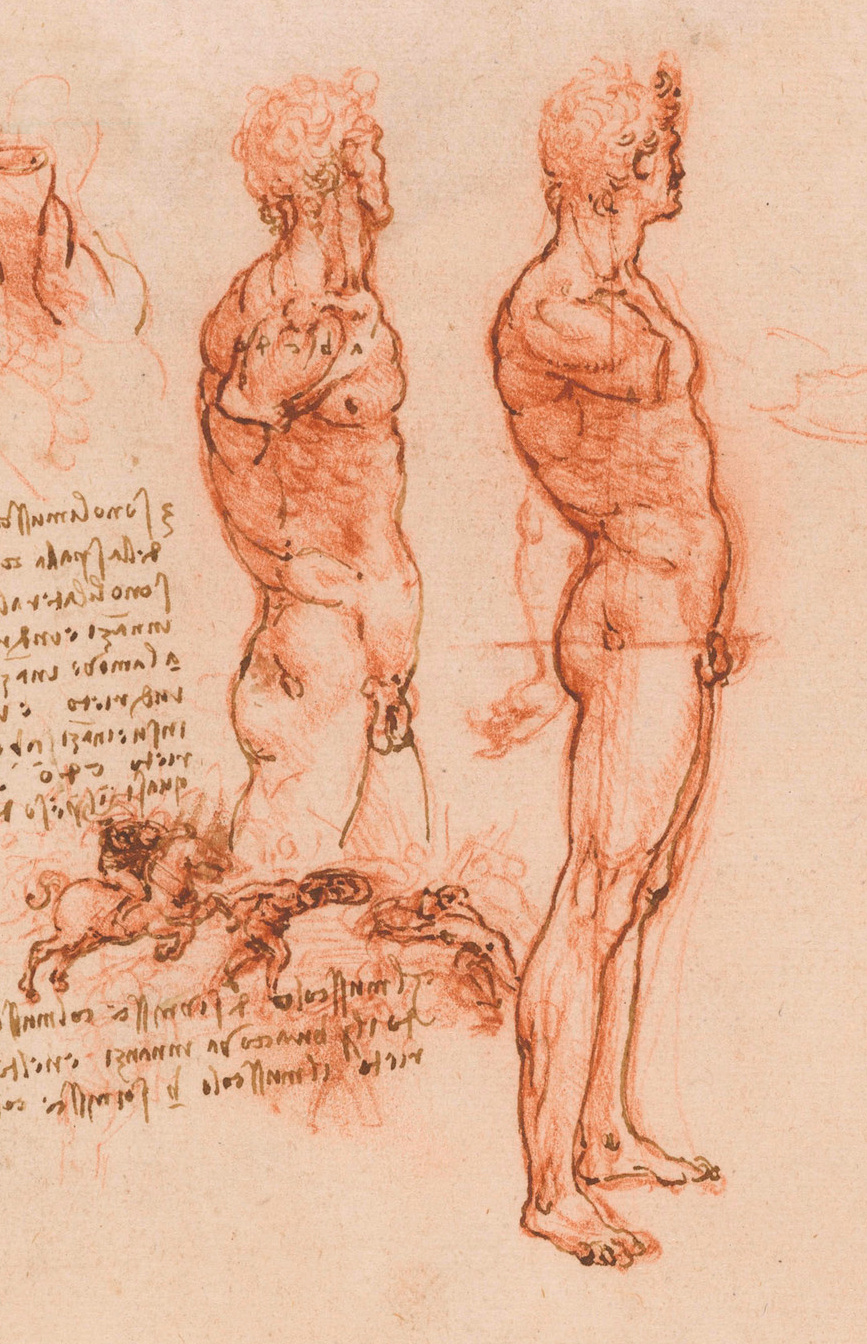
Anatomi

Leonardo förde en serie journaler som han skrev i nästan dagligen, såväl som separata anteckningar och papper med observationer, kommentarer och planer som han delade ut mellan olika elever och som senare gjordes till böcker. Många av journalerna har överlevt för att visa Leonardos studier, upptäckter och uppfinningar. De flesta journalerna publicerades 165 år efter hans död.

### Utgivningar
Leonardo illustrerade en bok om matematiska proportioner i konst som skrevs av vännen Luca Pacioli och hette "De Divina Proportione", och publicerades år 1509. Han förberedde även en stor avhandling på hans vetenskapliga observationer och mekaniska uppfinningar. Till slut delades de upp till ett antal sektioner eller "böcker", där Leonardo även lämnade några instruktioner på hur de skulle beställas. Han nämner det i ett flertal sektioner i hans anteckningsböcker.

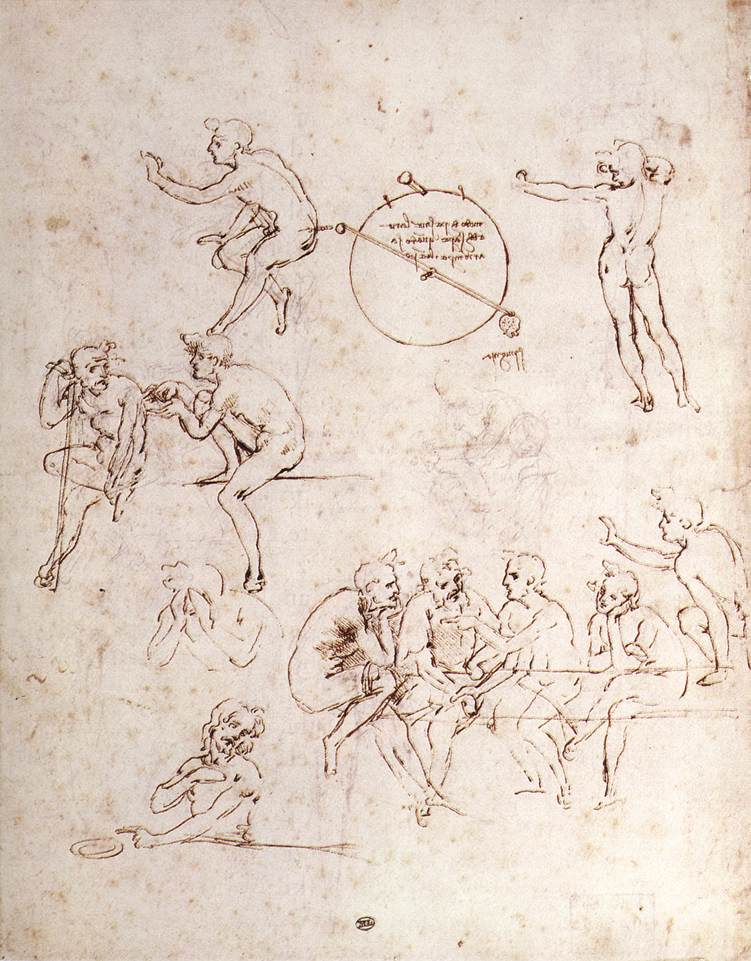
Teckning ur Leonardos journaler

De här sidorna handskas med vetenskapliga ämnen, både generellt och specifikt eftersom de berör konstskapelsen. Om man jämför med konst kan man se att det här inte är vetenskap som är beroende av experiment och test av teorier. Det handlar om detaljerad observation, speciellt observationen av den naturliga världen, och handlar mycket om de visuella effekterna ljus ger på olika naturliga ämnen, till exempel lövverk.

## Tekniska uppfinningar

### Praktiska uppfinningar och projekt
Leonardo var en mästare när det handlade om mekaniska principer. Han utnyttjade hävstångseffekten, remskivor, vevar, kugghjul, inklusive vinkelväxlar och kuggstångsstyrningsredskap, parallellföring, fart, centripetalkraft och vingprofil.
Det är omöjligt att säga med säkerhet hur många eller ens vilka av hans uppfinningar som kom till att bli verklighet, och därigenom hade det en stor inslagskraft på ett flertal människors liv. Bland de uppfinningar som blev verklighet finns en automatiserad spolmaskin, en maskin för att testa tänjbarheten hos trådar och en linsslipare.

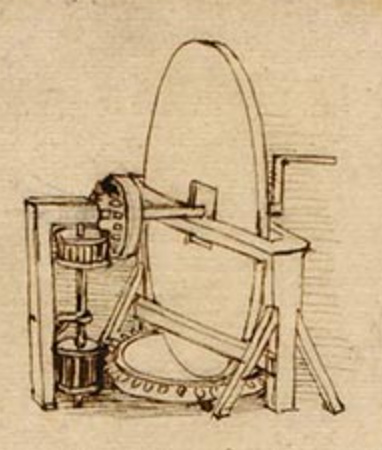
Linssliparen

I linssliparen drivs sliphjulet av handrotation som driver en vinkelväxel, som i sin tur roterar en axel som vrider en inriktad skiva som i sin tur slipar glaset. En enda handling roterar båda ytorna med jämn hastighet som bestäms av kugghjulet.
Som uppfinnare var Leonardo motvillig att avslöja allt han visste: 
| ” | Hur en särskild maskin kan tillåta många människor att vara under vatten en längre tid. Hur och varför jag inte kommer beskriva min metod att vara under vatten samt hur länge jag kan klara mig utan mat kommer jag inte publicera eller avslöja. Anledningen är att människans onda natur skulle använda min metod som ett nytt sätt av förstörelse vid havets botten, genom att sänka skepp tillsammans med dess manskap. Även om jag kommer vidarebefordra finns det ingen risk, eftersom rörets öppning, som du andas igenom, kommer att vara flytande ovanför vattenytan med hjälp av kork. | „ |

### Broar och hydraulik
Leonardos studier om vattenrörelser ledde honom till att konstruera en maskin som utnyttjade dess kraft. Mycket av hans jobb gällande hydraulik var för Ludovico il Moro. Leonardo beskrev sina färdigheter och vad han kunde bygga i ett brev till Ludovico:
| ” | ... väldigt lätta och starka broar som enkelt kan bäras, som man kan använda för att följa efter, och ibland fly från, fienden och andra säkra och oförstörbara av varken eld eller angrepp, lätt och smidigt att transportera och få i position. | „ |

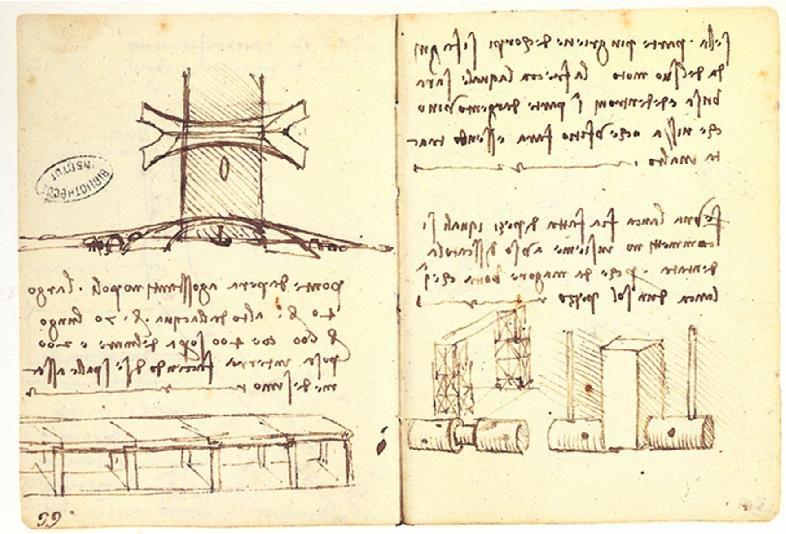
Leonardos mest kända bro

Bland hans projekt i Florens fanns ett där han skulle avleda floden Arno, för att kunna översvämma Pisa. Det här var turligt nog för dyrt för att skridas till verket. Han undersökte även Venedig och kom på att man kunde bygga en flyttbar vall för att skydda staden mot inkräktare.
Leonardo producerade år 1502 en ritning av en bro med en längd på 240 m som en del av ett anläggningsverksamhetsprojekt för osmanen Sultan Beyazid II av Istanbul. Tanken med bron var att den skulle gå över mynningen vid Bosporens inlopp mera känt som Gyllene Hornet. Beyazid använde sig inte av ritningen eftersom han trodde att en sådan konstruktion var omöjlig. Leonardos vision återuppstod år 2001 när en mindre bro konstruerades i Norge baserad på hans ritning. Den sjuttonde maj 2006 beslöt sig den Turkiska regeringen för att bygga Leonardos bro över det Gyllene Hornet.

### Krigsmaskiner
Leonardos brev till Ludovico il Moro försäkrade honom:
| ” | När en plats är belägrad vet jag hur man ska göra för att skära av vattnet i dikena och konstruera en oändlig variation av broar, skydd och modulstegar, och andra redskap gjorda för belägringar. Jag har även olika typer av mörsare som är väldigt övertygande och lättransporterade. ...när en plats inte kan reduceras med metoden att bombardera antingen för sin höjd eller sitt läge har jag metoder för att förstöra vilken fästning eller fäste som finns, trots att den finns uppe på en kulle. ...om sammandrabbningen sker på havet så har jag många motorer av den effektivaste sorten för både försvar och anfall, och skepp som kan stå emot kanoner och krut. | „ |

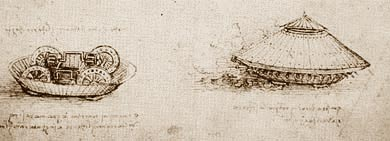
Stridsvagn

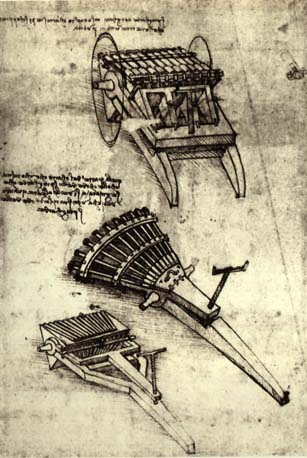
Leonardos orgelkanon

I Leonardos anteckningar finns en imponerande samling av krigsmaskiner med bl.a. en stridsvagn som med hjälp av två män vid vevaxlar är självgående. Även om ritningen ser färdig ut, var inte mekanismen helt utvecklad eftersom stridsvagnen bara kan rotera på platsen om man bygger den efter ritningarna, den skulle aldrig röra sig framåt. I en dokumentär som BBC har gjort får man följa ett militärt lag när de bygger tanken och se att de byter ut ett kugghjul för att få den att fungera. Det har spekulerats i att Leonardo medvetet gjorde fel i ritningen för att förhindra att obehöriga byggde en prototyp av den. En annan maskin, som drevs med hästar med ryttare, har fyra liar framtill på ett roterande redskap som vrids av ett skaft drivet av hjulen på en vagn bakom hästarna.
Leonardos anteckningar visar även kanoner som han sade "slungar små stenar som en storm för att röken som skapas ska orsaka stor skräck bland fienden, stor skada och förvirring." Han gjorde även ritningar på en enorm armborst. Den Brittiska Armén konstruerade en genom att följa hans ritningar, men de lyckades inte med att avfyra den framgångsrikt. Leonardo var den första som tecknade den hjullåsta musköten år 1500 (föregångaren av den flintlåsta musköten som först tillverkades i Europa 1547), trots att kineserna hade använt flintlåsta 'stålhjul' för att detonera landminor så tidigt som under 1300-talet.

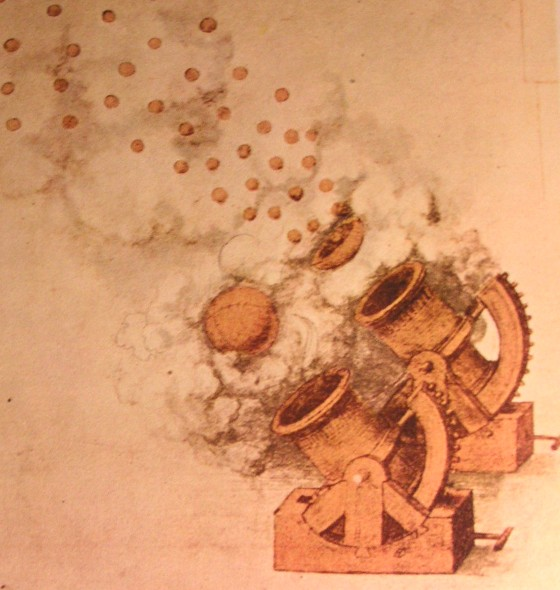
Mörsare

Medan Leonardo jobbade i Venedig ritade han ritningar för en tidig dykardräkt, som skulle användas för att förstöra fiendeskepp som seglade in i Venedigs vatten. En dräkt konstruerades för en BBC-dokumentär med grisskinn behandlat med fiskolja för att klara sig mot vatten. Huvudet täcktes med en hjälm som hade två glasögon framtill. Ett andningsrör av bambu och grisskinn fästes i bak på hjälmen och bands samman med en flotte bestående av kork och trä. När dykarna testade dykardräkten fann de att det var en fungerade föregångare till dagens dykardräkter och att korkflotten fungerade som en komprimerad luftkälla när de var under vattenytan.

### Flygning
I Leonardos barndom hade en hök svävat över hans vagga. När han erinrade sig detta såg han det profetiskt, som ett tecken.
| ” | Ett objekt tillför lika mycket motstånd till luften som luften tillför till objektet. Du kan se en tung örns vingslag som uppehåller den i den allra högsta och mest sällsynta sortens atmosfärer, väldigt nära den elementala elden. Du kan se luften i rörelse över haven som fyller segel och driver tungt beklädda skepp. Från dessa instanser, och den givande anledningen, om en man med tillräckligt stora vingar har möjligheten att lära sig att överkomma luftens resistans, och genom att erövra den kan han underkuva den och resa sig ovanför den. | „ |

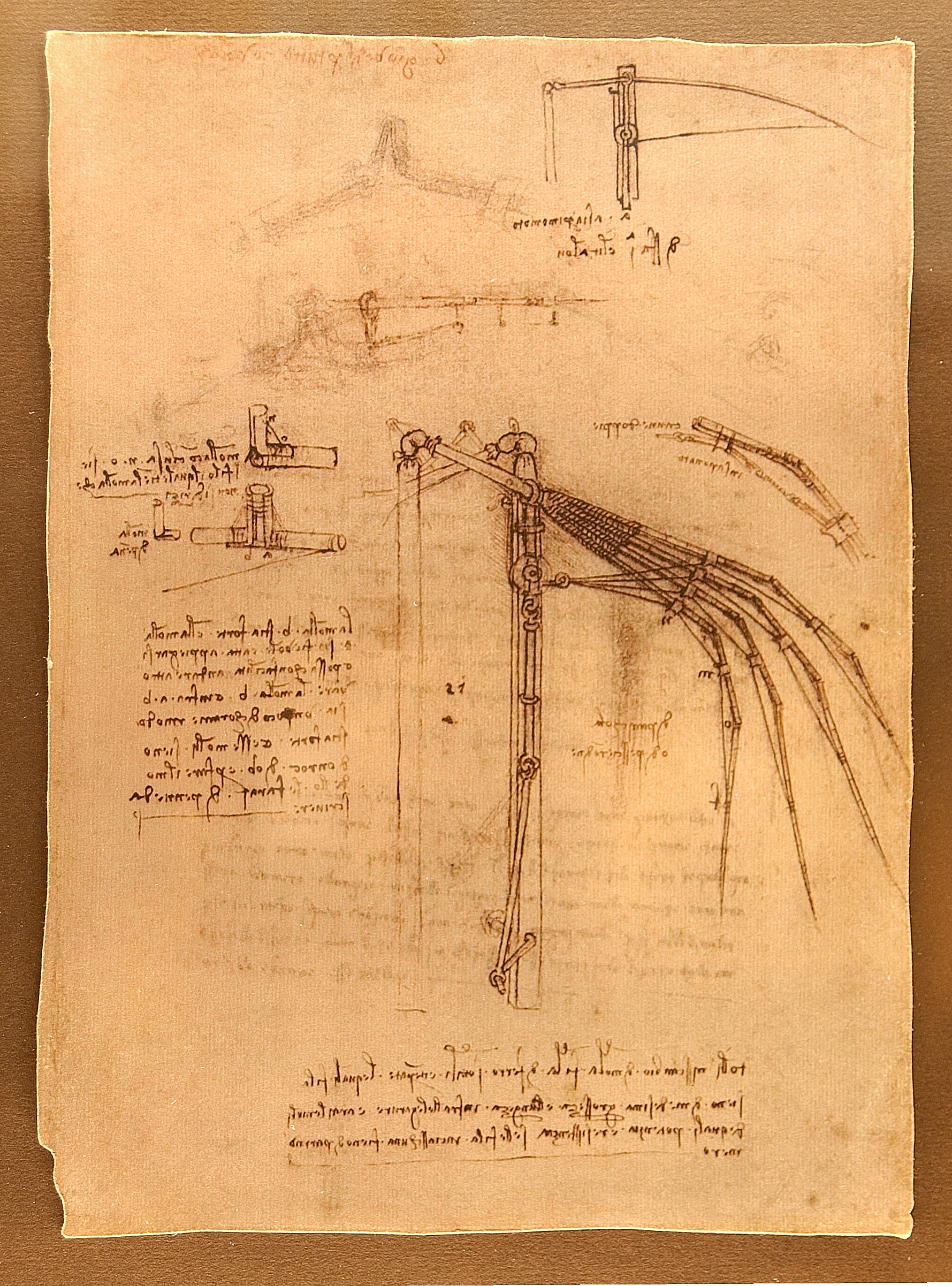
Ritning till en flygmaskin

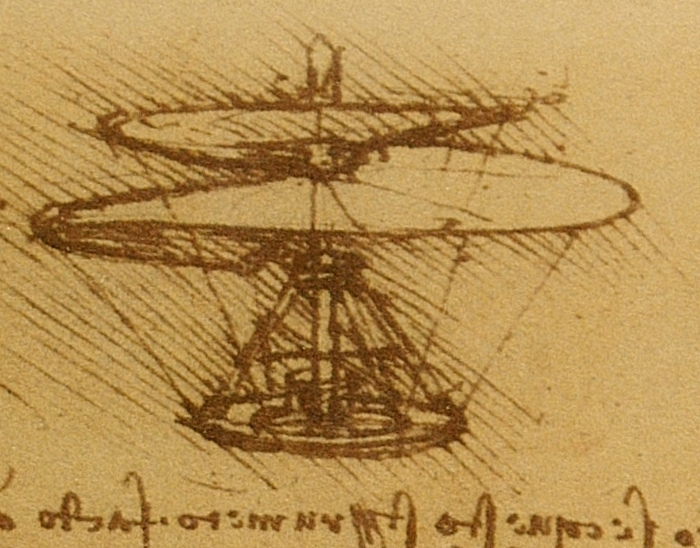
Leonardos helikopter

Önskan att kunna flyga uttrycks många gånger i hans studier och målningar. Hans senare dagböcker innehåller en detaljerad studie över fåglars flykt och flera olika ritningar på vingar som baseras på fladdermusvingar som han beskrev skulle väga mindre på grund av det ogenomträngbara membranet. Det finns en legend om att Leonardo testade sin flygmaskin på en av sina lärjungar och att lärjungen föll och bröt benet. Experterna Martin Kemp och Liana Bortolon håller med varandra om att det inte finns bevis som styrker detta påståendet, inget finns nämnt i hans dagböcker.
En design han skapade beskriver en helikopter som skulle lyftas av en rotor som skulle skötas av fyra män. Den skulle aldrig ha fungerat eftersom själva kroppen på helikoptern skulle ha roterat åt motsatt håll i jämförelse med rotorn. Medan han skapade olika människodrivna flygmaskiner som hade mekaniska vingar som flaxade, skapade han även en fallskärm och en lätt hängglidare som mycket möjligt skulle kunna ha flugit.

## Leonardos uppfinningar i verkligheten
I det sena 1900-talet ökade intresset för Leonardos uppfinningar. Det bedrevs många projekt med mål att förvandla skisser på papper till fungerande modeller. En av faktorerna är medvetenheten att under 1400-talet och 1500-talet hade Da Vinci bara tillgång till en begränsad mängd resurser, många som inte finns i dagens samhälle, moderna teknologiska uppgraderingar har tagit fram ett flertal robusta, lätta material som har möjligheten att förvandla Leonardos ritningar till verklighet. Detta gäller särskilt hans flygmaskiner.
En svårighet med skapandet av modellerna är ofta att Leonardo inte helt har tänkt igenom mekaniken för en maskin innan han ritade ner den, eller också struntade han helt enkelt i att teckna ner en spak eller kugghjul där den var tvungen att sitta för att få en fullt fungerande flygmaskin. Denna brist av förfining av mekaniska detaljer kan orsaka större förvirring. Modellerna som till slut når verkligheten, som de som går att hitta på Clos Luce, Leonardos hem i Frankrike, fungerar inte, men skulle göra det med lite mekaniska justeringar.

### Prototyper baserade på Leonardos ritningar

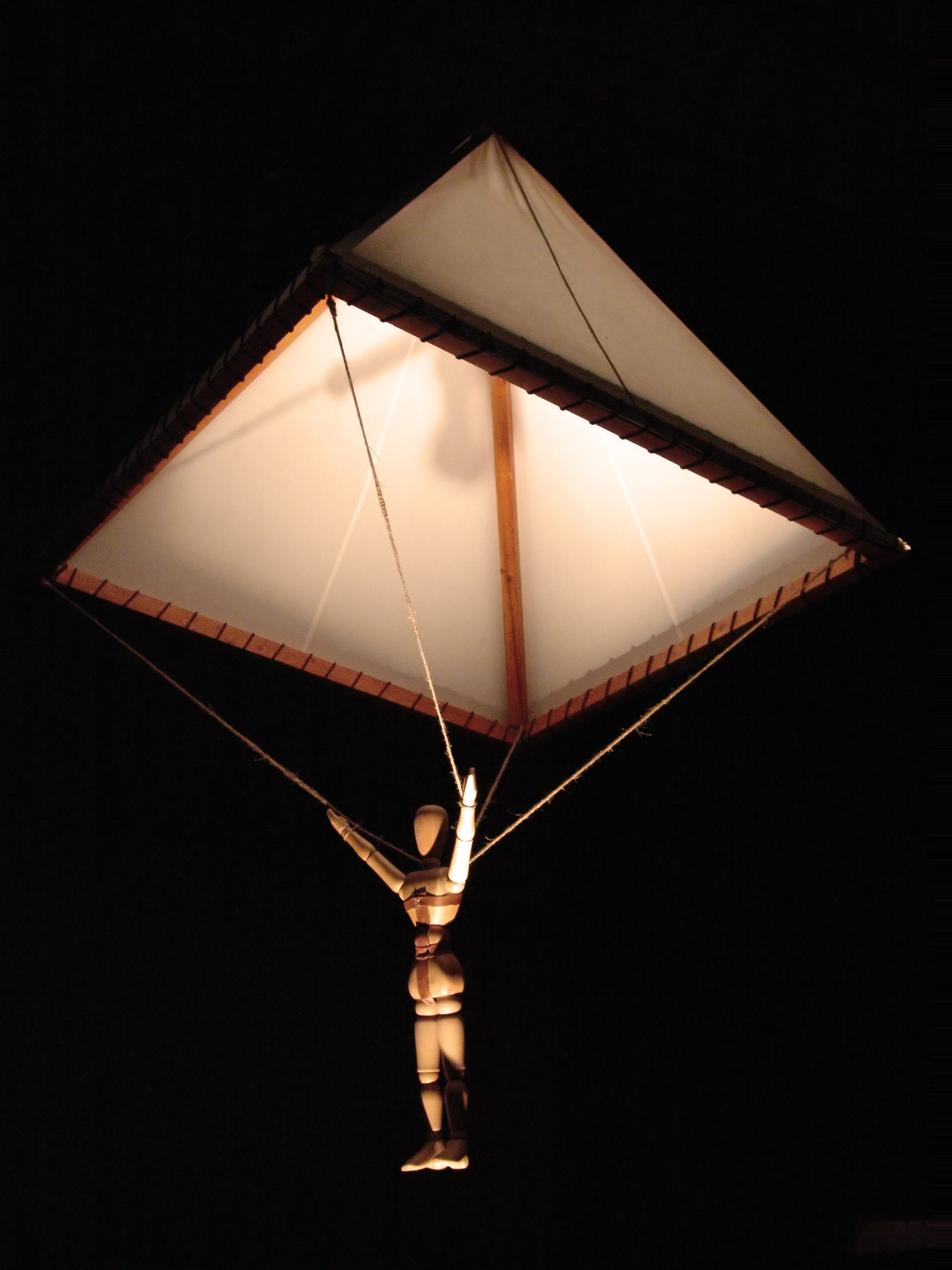
Modell av Leonardos fallskärm
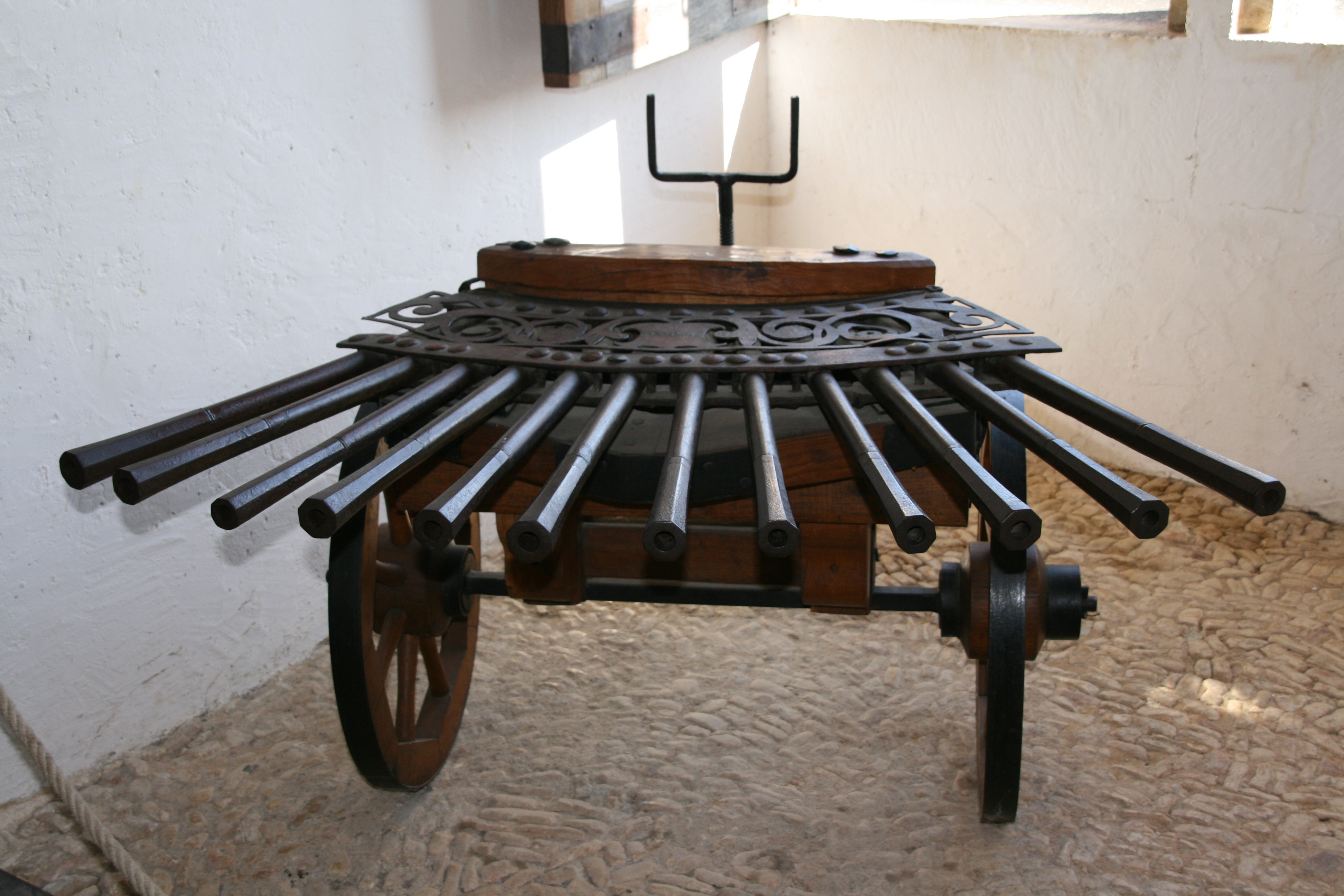
Orgelkanon
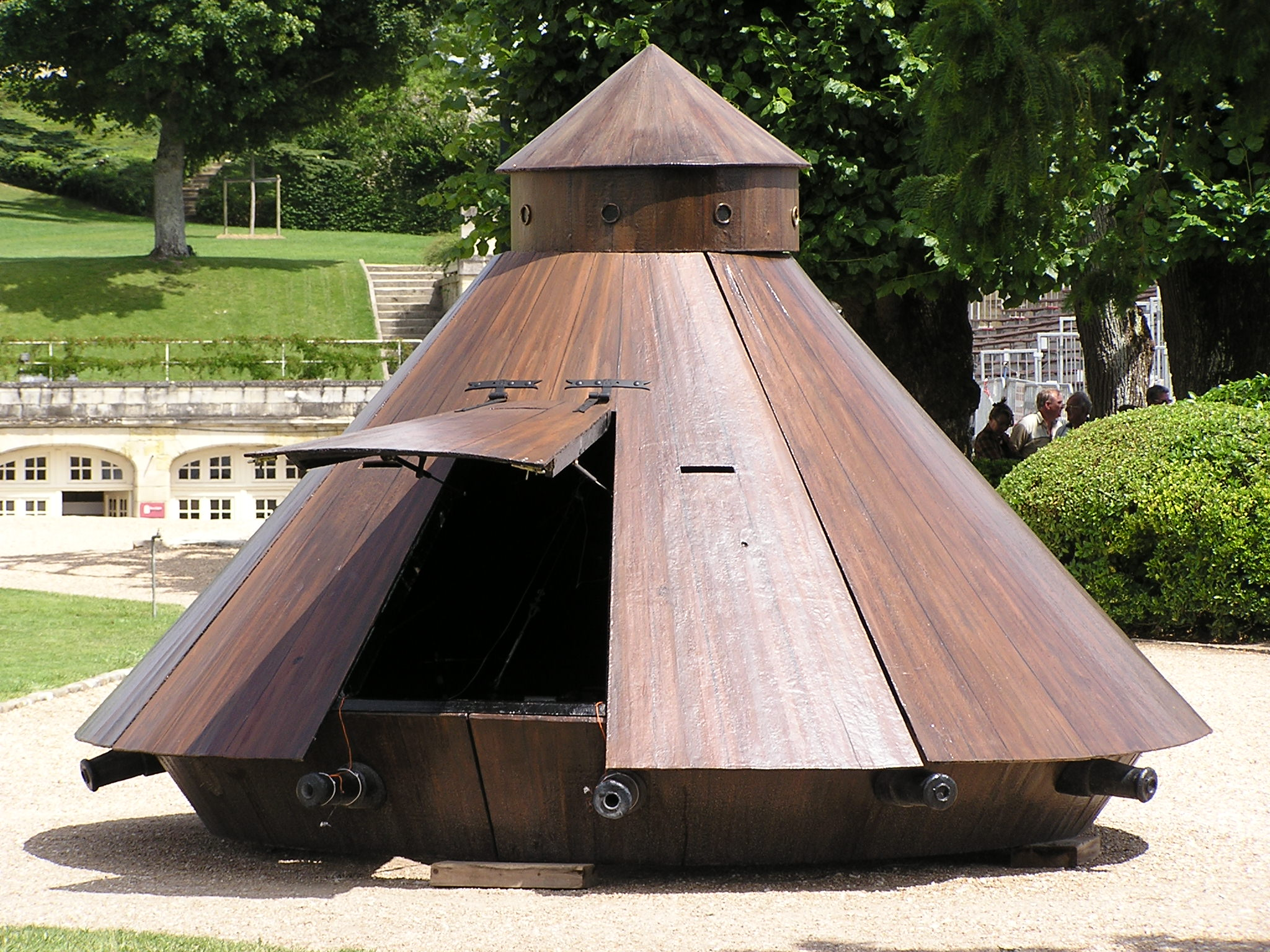
Leonardos stridsvagn
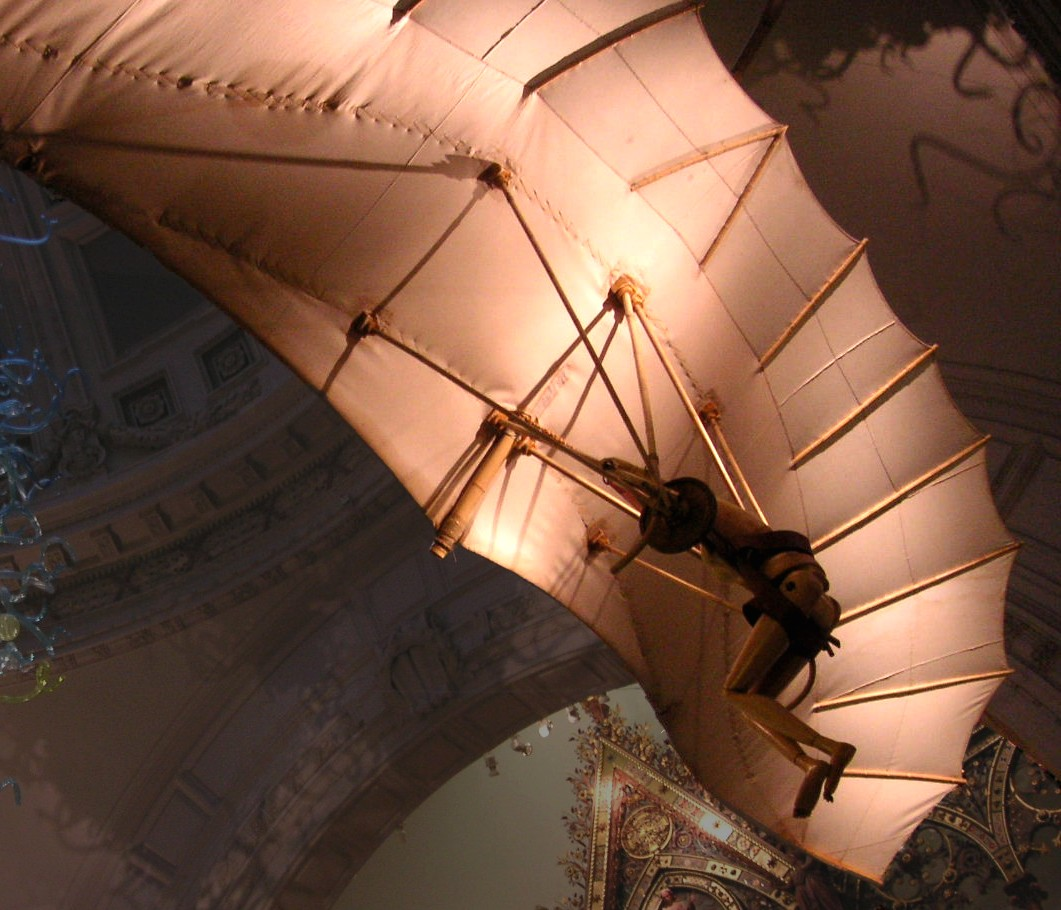
Flygmaskin av Leonardo
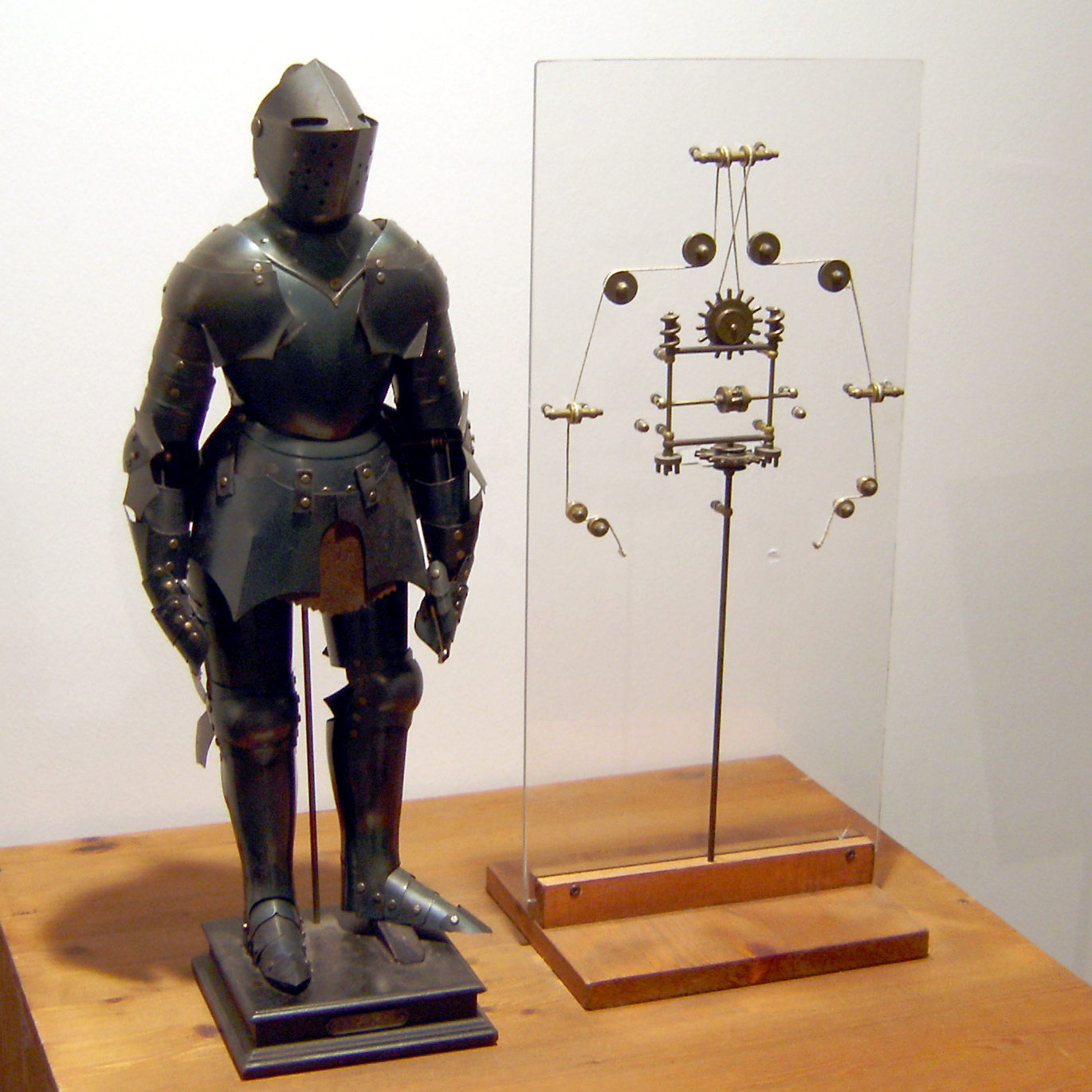
Leonardo-Robot
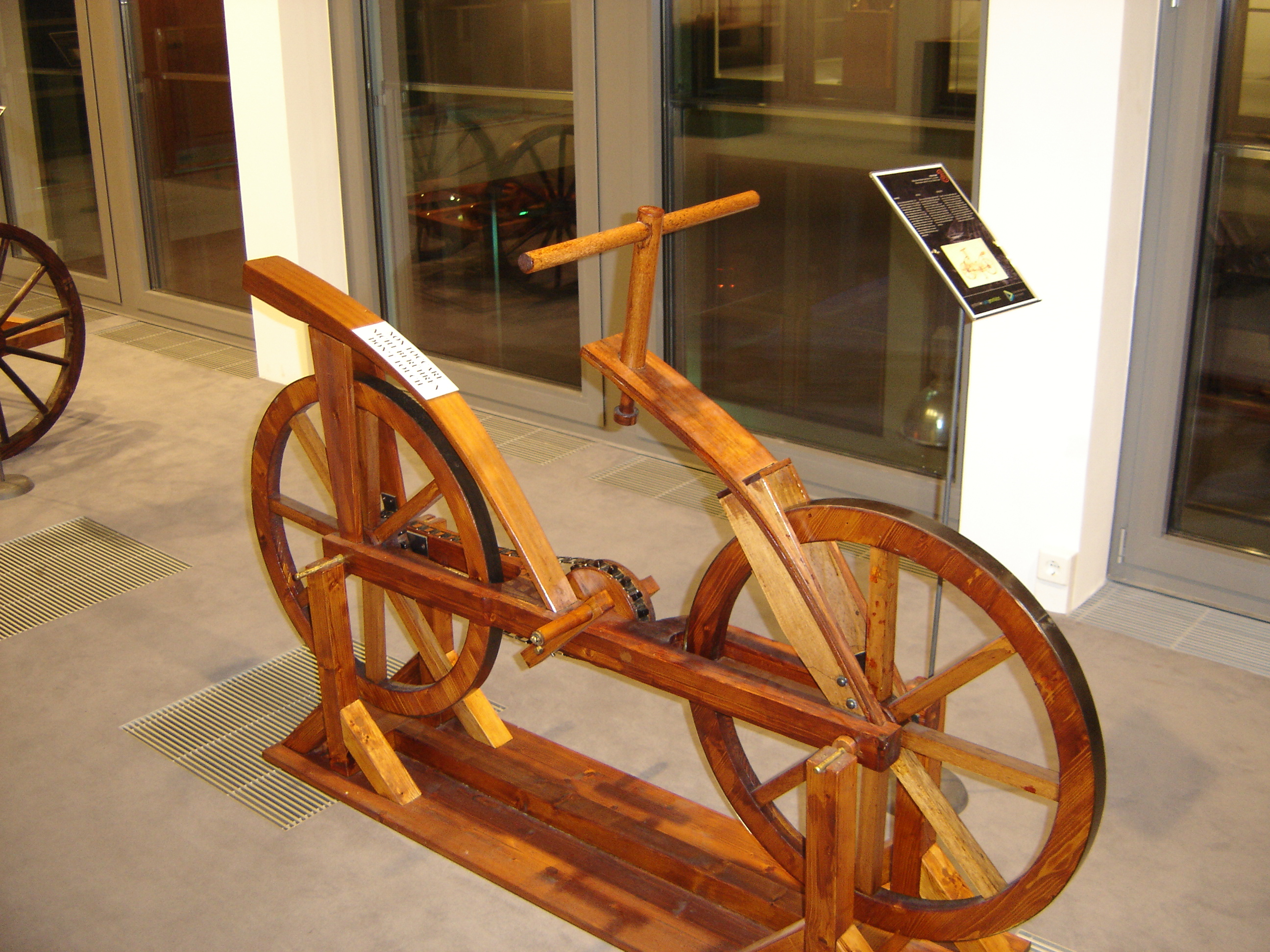
Cykel